# Lycorea bicolor
Lycorea bicolor är en fjärilsart som beskrevs av Prüffer 1922. Lycorea bicolor ingår i släktet Lycorea och familjen praktfjärilar. Inga underarter finns listade i Catalogue of Life.